# سيد أحمد (لاعب كرة قدم)
سيد أحمد محمد من مواليد 15 يونيو 2002 لاعب كرة قدم قطري يلعب في الوسط يلعب في نادي أم صلال.

## مسيرة اللاعب
لعب في نادي الشمال ونادي المرخية ونادي أم صلال.